# Крепостно право
Крепостното право (старофренски: servage) е името, дадено на правния и икономически статус на крепостните селяни в рамките на феодалната система, особено в икономическата система манориализъм (или манор).
Крепостните селяни са най-ниската социална класа във феодалната държава и техният статут е подобен на този на робите, различавайки се от тях само по това, че не могат да бъдат продавани отделно от земята, която обработват. Крепостното право въвежда забрана за земеделските производители да напускат по своя воля и преценка селските си стопанства, като в случай на бягство подлежат на принудително връщане. Също така предвижда наследствено подчинение на селяните към административните и съдебните органи на феода и/или феодала, лишавайки земеделските производители от право да придобиват (съответно и отчуждават) селски стопанства (недвижими имоти) и в частност земеделска земя. Според средновековното право (понякога, но не навсякъде) в наследство от робската античност феодалът е имал право да отчуждава селяните без земята и имуществото на феода.

## Официални дати на отмяна на крепостното право по страни
Официалната отмяна на крепостното право невинаги означава неговата реална отмяна и подобряване на условията на живот на селяните
- Княжество Влахия: 1746
- Княжество Молдова: 1749
- Курфюрство Саксония: 19 декември 1771 (1-ви стадий, 2-ри стадий – 1832)
- Свещена Римска империя (Хабсбургска монархия): 1 ноември 1781, 11 юни и 12 юли 1782 (1-ви стадий, 2-ри стадий – 1848)
  -  Кралство Унгария: 23 юли 1785 (1-ви стадий, 2-ри стадий – 1848)
- Маркграфство Баден: 23 юли 1783
- Дания: 20 юни 1788 (1-ви стадий, 2-ри стадий – 1 януари [1800]])
- Франция: 3 ноември 1789
- Швейцария: 4 май 1798
- Шлезвиг-Холщайн (в състава на  Дания): 19 декември 1804
- Померания (в състава на  Швеция): 4 юли 1806
- Варшавско херцогство: 22 юли 1807
- Кралство Прусия: 9 октомври 1807 (1-ви стадий, 2-ри стадий – 1811 – 1823)
- Кралство Вестфалия: 1807
- Кралство Бавария: 31 август 1808
- Херцогство Насау: 1 септември 1812
- Кралство Вюртемберг: 18 ноември 1817
- Велико херцогство Хесен: 1820
- Велико херцогство Мекленбург-Шверин: 1820
- Кралство Хановер: 1831
- Хесен-Касел: 1831
- Кралство Саксония: 17 март 1832
- Княжество Сърбия: 1835
- Австрийска империя: 7 септември 1848
  -  Кралство Унгария: 18 март 1848 (1-ви стадий, 2-ри стадий – 2.3.1853)
  -  Хърватия: 25 април 1848
- Руска империя: 19 февруари 1861
  - Естонска губерния: 23 май 1816
  - Курландска губерния: 25 август 1817
  - Лифландска губерния: 26 март 1819
  - Тифлиска губерния: 13 октомври 1864
  - Кутаиска губерния: 13 октомври 1865
  - Мегрелия: 1 декември 1866
  - Бесарабска губерния: 14 юни 1868
  - Абхазия, Армения, Азербайджан: 1870
  - Сванетия: 1871
  - Калмикска степ: 1892
- Тонга: 1862
- Босна и Херцеговина: 1918
- Афганистан: 1923
- Бутан: 1956